# Фрідріх Фрізіус
Фрідріх Фрізіус (нім. Friedrich Frisius; 17 січня 1895, Бад-Зальцуфлен — 30 серпня 1970, Лінген) — німецький офіцер, віце-адмірал крігсмаріне. Кавалер Німецького хреста в золоті.

## Біографія
Другий з восьми дітей лютеранського пастора. 1 квітня 1913 року поступив на службу в кайзерліхмаріне. Учасник Першої світової війни, з 1916 року служив на міноносцях. Після війни залишений на флоті. З 1925 року — командир міноносця. З 28 вересня 1927 року — 3-й офіцер Адмірал-штабу в штабі військово-морської станції «Північне море». 1 жовтня 1929 року переведений у відділ військової розвідки Імперського військового міністерства. З 8 жовтня 1931 року — навігаційний офіцер на легкому крейсері «Лейпциг». З 29 вересня 1933 року — інструктор військово-морської школи в Мюрвіку. З 21 вересня 1935 року — референт і начальник групи закордонного управління абверу. З 5 грудня 1938 року — офіцер Адмірал-штабу в Морському управлінні Гамбурга. З 6 серпня 1940 по 16 грудня 1941 року — начальник Морського управління Булоні, з 26 січня 1941 року — одночасно командувач береговою обороною. З 16 грудня 1941 по 28 жовтня 1944 року — командувач береговою обороною в Па-де-Кале. З 15 вересня 1944 року — комендант фортеці Дюнкерк. 9 травня 1945 року взятий в полон. 6 жовтня 1947 року звільнений. 

## Сім'я
Був одружений з Бланкою Коке (1897–1993). Разом із дружиною похований в сімейному мавзолеї Коке в Лінгені. 

## Звання
- Морський кадет (1 квітня 1913)
- Фенріх-цур-зее (3 квітня 1914)
- Лейтенант-цур-зее (18 вересня 1915)
- Оберлейтенант-цур-зее (7 січня 1920)
- Капітан-лейтенант (1 квітня 1925)
- Корветтен-капітан (1 жовтня 1932)
- Фрегаттен-капітан (1 жовтня 1936)
- Капітан-цур-зее (1 липня 1938)
- Контрадмірал (1 грудня 1942)
- Віцеадмірал (30 вересня 1944)

## Нагороди
- Залізний хрест 2-го і 1-го класу
- Ганзейський Хрест (Гамбург)
- Хрест Левенфельда
- Почесний хрест ветерана війни з мечами
- Медаль «За вислугу років у Вермахті»
  - 4-го, 3-го і 2-го класу (18 років; 2 жовтня 1936) — отримав 3 нагороди одночасно.
  - 1-го класу (25 років; 1 квітня 1938)
- Застібка до Залізного хреста 2-го і 1-го класу
- Імперський орден Ярма та Стріл, командорський хрест (Іспанія; 20 березня 1941)
- Нагрудний знак морської артилерії
- Німецький хрест в золоті (16 вересня 1944)